# 東名阪道多重事故
東名阪道多重事故（ひがしめいはんどうたじゅうじこ）とは、2023年3月27日に三重県亀山市の東名阪自動車道上下線で5台が絡み、3人が死亡した交通事故。亀山市消防本部は119番通報した運転手の安全確保をせず、通報から約8分後に後続車にはねられ死亡した。この問題で三重県や総務省消防庁が対応に追われた。

## 事故の概要

### 上り線
27日午前2時25分ごろ、三重県亀山市辺法寺町の東名阪自動車道上り線亀山インターチェンジ - 亀山ジャンクション間で、2人が乗る軽ワンボックス車（ホンダ・バモスホビオ）に1人が乗る中型トラック（日野・レンジャー）が追突し、走行車線に停止した。中型トラックの運転手の会社員の男性（53歳）は事故後、車外に出て「トラックと軽自動車が追突する事故が起きた」などと119番通報をしていた。約8分後、後続の1人が乗る度会郡玉城町の運送会社の大型トラック（いすゞ・ギガ）が軽ワンボックス車に衝突。その時、男性は大型トラックに跳ねられ電話は途絶えた。軽ワンボックス車と中型トラックの運転手は道路脇の法面で発見された。大型トラックは衝突の衝撃で中央分離帯に衝突し、積荷のペットボトルや段ボール箱が下り線まで散乱した。
最初に追突された軽ワンボックス車は本線上を約30キロで走行しており、そこからさらに減速し、停止していたか、もしくは停止寸前だった。

### 下り線
下り線では、追越車線を走行していた3人が乗る軽乗用車（スズキ・ワゴンR）が散乱したペットボトルに乗り上げ、走行車線で横転。そこに、走行車線を走行していた後続の2人が乗る乗用車（メルセデス・ベンツ・Gクラス）が衝突した。

### 結果
上下線合わせて8人が救急搬送され、うち中型トラックの運転手の男性（53歳）、軽乗用車の助手席と後部座席に乗っていた高齢の夫婦（男性86歳、女性83歳）の3人が外傷性ショックで死亡、軽ワンボックス車の運転手の女性（22歳）が意識不明の重体、4人が重軽傷を負った。事故の影響で上り線の伊勢関インターチェンジ - 亀山ジャンクション間と、下り線の鈴鹿インターチェンジ - 伊勢関インターチェンジ間が約8時間半にわたり通行止めになった。
事故は高速道路の上下線にまたがり、複雑な経緯を経て多くの犠牲者を出したことから国内の主要メディアのみならず、中国国営の新華社通信を始め、インドの通信社など複数の海外の報道機関でも報じられた。

## 刑事処理

### 捜査

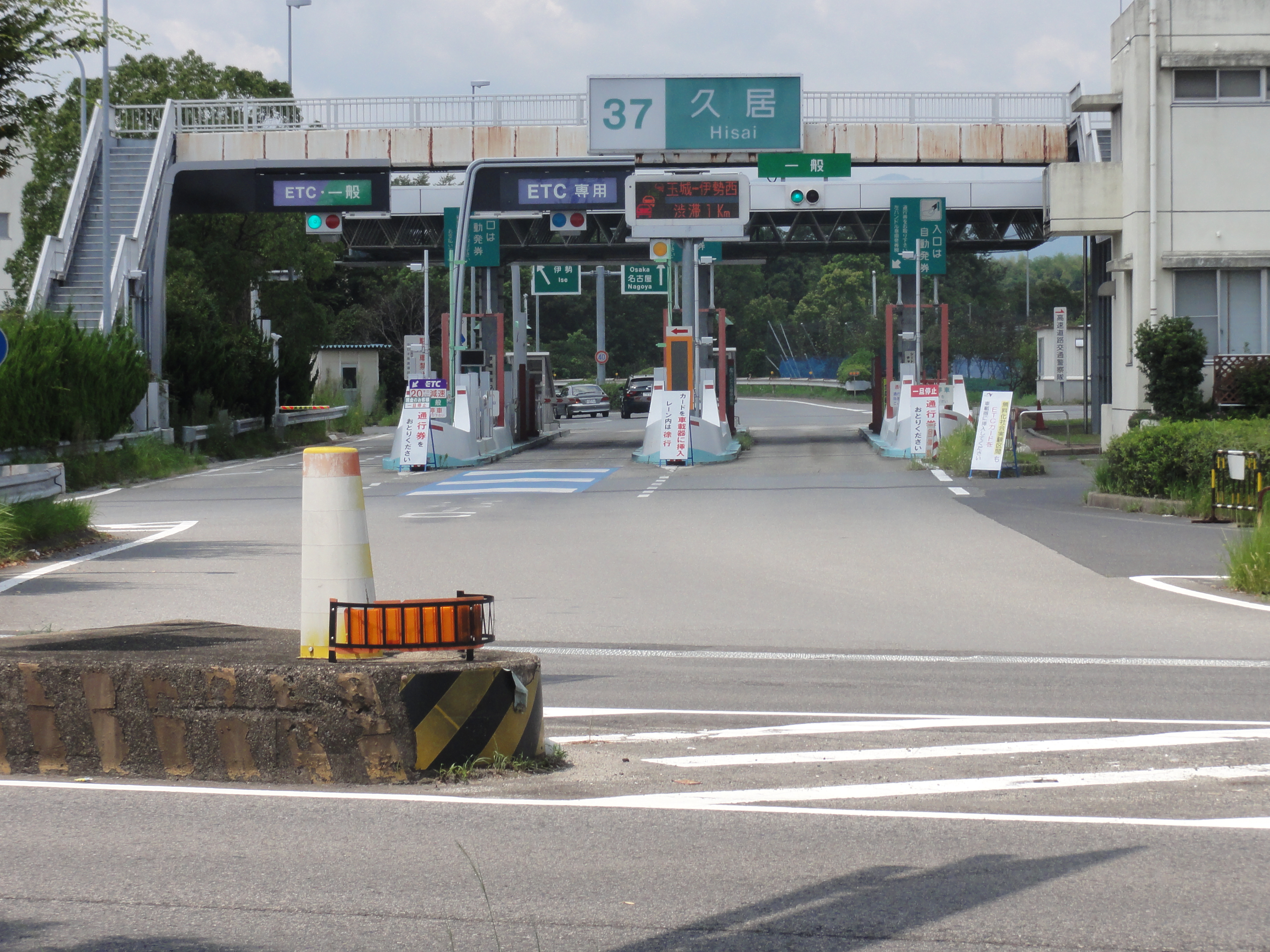
三重県警高速道路交通警察隊本部がある、久居インターチェンジ。

三重県警高速道路交通警察隊は2023年4月29日に上り線の実況見分を行った。大型トラックの運転手が立ち会い、軽ワンボックス車との衝突が回避可能だったかなどを調べた。
同7月20日には下り線の実況見分を実施。道路上にペットボトルを散乱させて、当時の状況を再現した。

### 書類送検
三重県警は2023年10月18日、大型トラックの男性と下り線乗用車の男性を、関係者を死亡させたり、怪我をさせた疑いがあるとして、自動車運転処罰法違反（過失致死傷）容疑で書類送検。下り線軽乗用車の男性を同乗者2人を死亡させた疑いがあるとして同法違反（過失致死）容疑で書類送検した。119番中に死亡した中型トラックの男性は前を走る低速の軽ワンボックス車に追突し、2人に怪我を負わせた疑いで容疑者死亡のまま、同法違反（過失致傷）容疑で書類送検した。
県警は捜査に支障があることを理由に、送検の容疑の詳しい内容や容疑者の認否を明らかにしなかった。
一方で、高速道路上を低速走行していた軽ワンボックス車の運転手については、道路交通法違反（最低速度違反）容疑で摘発されている。

### 在宅起訴

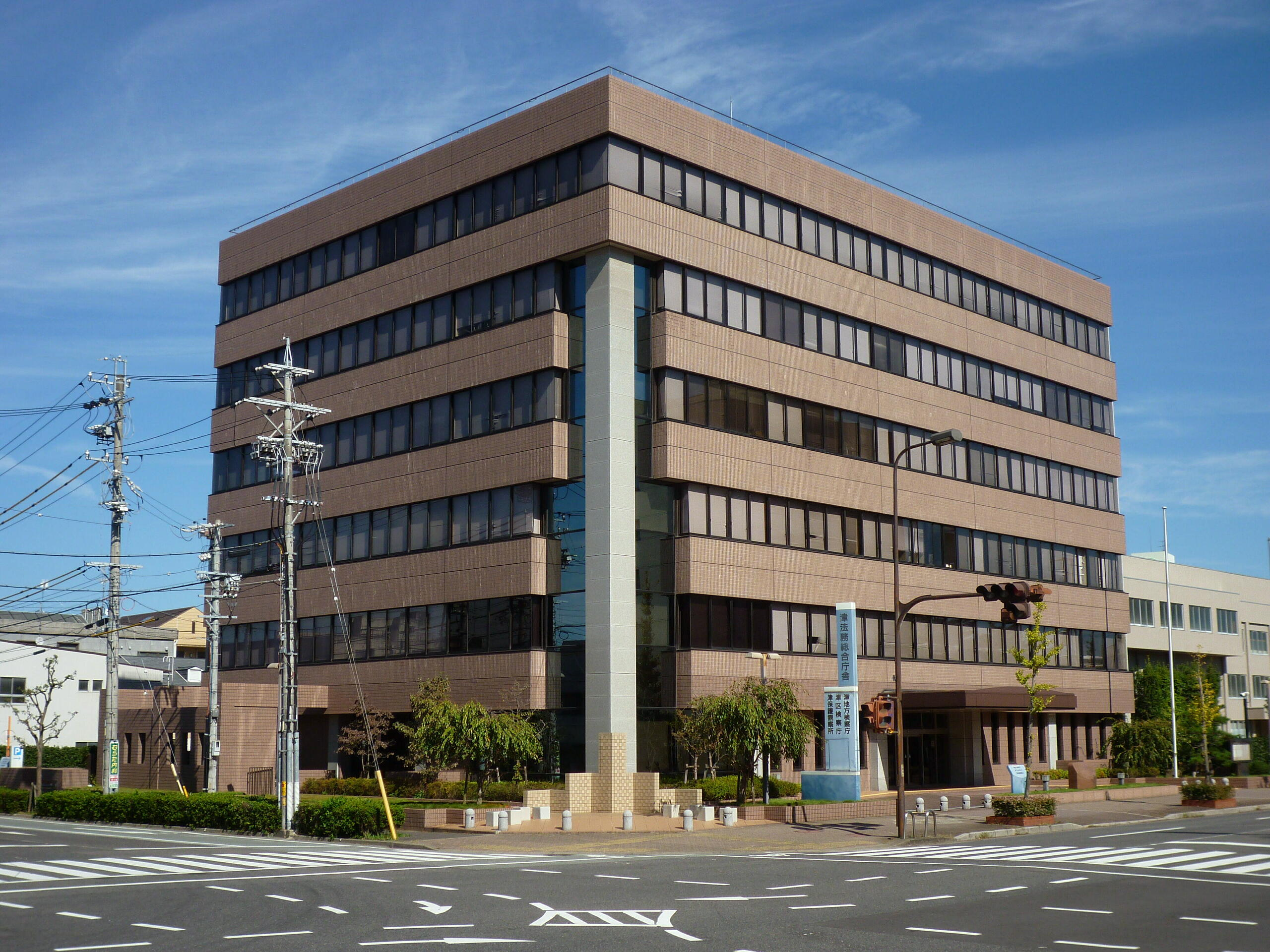
津地方検察庁

#### 大型トラック運転手を在宅起訴
津地方検察庁は2023年12月20日、大型トラックを運転していた会社員の男を自動車運転処罰法違反（過失致死傷）の罪で津地方裁判所に在宅起訴した。起訴状では、男は3月27日午前2時25分ごろ、三重県亀山市辺法寺町の東名阪道上り線で、中型トラックとの事故で停車していた軽ワゴンに衝突。はずみで積んでいたペットボトルを下り線に散乱させ、乗り上げた軽乗用車に後続の乗用車が衝突。中型トラックの男性と、軽乗用車に乗っていた夫婦の計3人を外傷性ショックで死亡させ3人に重軽傷を負わせた、としている。

#### 3人を不起訴
津地方検察庁は2023年12月20日、過失運転致死傷や過失運転致死で書類送検された下り線の運転手2人は嫌疑不十分とした。検察は嫌疑不十分の理由を「関係各証拠を精査した結果、犯罪の成立を認定すべき証拠が不十分だった」と説明している。過失運転致傷で書類送検された上り線の男性は容疑者死亡のため不起訴とした。

### 公判

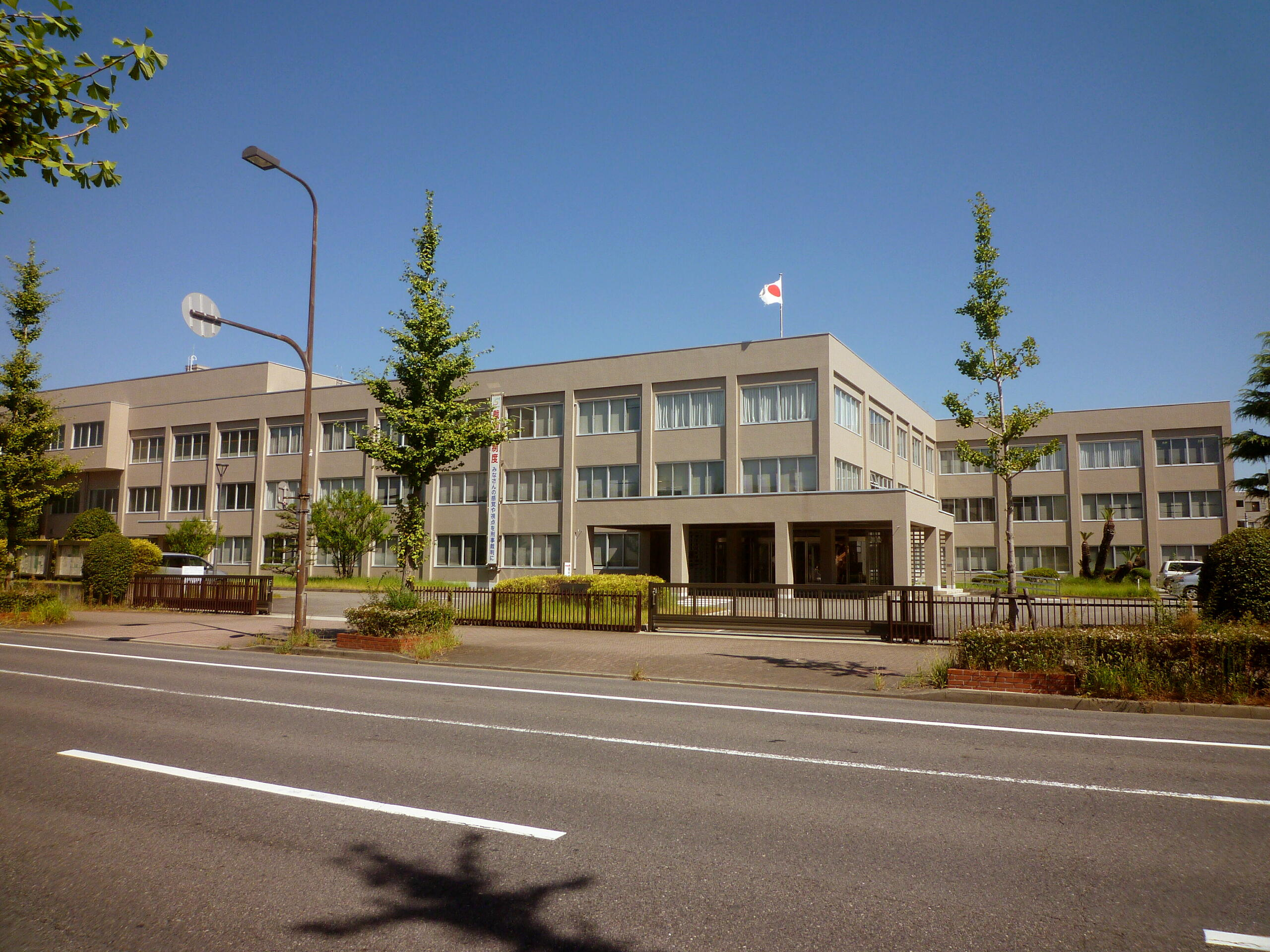
津地方裁判所

#### 初公判
2024年2月28日、津地方裁判所で大型トラックを運転していた会社員の男の初公判が開かれた。男は在宅起訴された内容を認めた。
検察官は冒頭陳述で、男が「前方左右を注視せずに運転していた」とし、事故までの長年、トラックの運転手として働いていたことを踏まえ「基本的な運転注意義務の違反は強い非難に値し、過失は軽視できない」などと結論付けた。男には禁錮2年6月が求刑された。
男の弁護人は、最初に発生した事故で、発煙筒や三角表示板等の後続車に知らせる措置が取られていなかったことなどを主張。執行猶予付き判決を求めて結審した。

#### 判決
2024年3月21日、津地方裁判所は大型トラックを運転していた会社員の男に禁錮2年6月、執行猶予4年の有罪判決を言い渡した。
判決で裁判官は、男が前方注視義務という基本的な注意義務を怠ったことを指摘。男の車両が走行車線で停止していた事故車両に衝突し、対向車線に積み荷を散乱させたことで3人が死亡したことは「極めて重大な結果」とした。
一方で、約40メートル手前まで近づかなければ、車線に車両が横転していたと明確に認識できず、通常の注意を払うことで容易に回避可能な事故ではないとした。事故が拡大したのは、積み荷が反対車線にまで散乱したためで、男にのみ責任を負わせるのは酷だとし、過失の程度は大きいとは言えず、裁判官は執行猶予を付けた。

## 行政処分
国土交通省中部運輸局は2023年9月13日、大型トラックを運行していた、三重県度会郡玉城町の有限会社「伊勢志摩陸運」に対して、貨物自動車運送事業輸送安全規則第3条第4項などに違反していたとして、輸送施設の使用停止（20日車）及び文書警告の行政処分を課し、2023年10月19日に発表した。
国土交通省は東名阪道多重事故を引き起こしたことから、2023年3月28日に監査を実施したところ、12件の違反が認められた。同社と同社本店営業所に違反点数が2点加算された。
|    | 違反項目                               | 違反条文       |
| -- | -------------------------------------- | -------------- |
| 1  | 乗務時間等基準告示の遵守違反           | 第3条第4項     |
| 2  | 健康診断未受診                         | 第3条第6項     |
| 3  | 点呼の実施義務違反                     | 第7条第1,2,3項 |
| 4  | 点呼の記録記載事項不備                 | 第7条第5項     |
| 5  | 業務の記録義務違反                     | 第8条          |
| 6  | 業務の記録記載事項不備                 | 第8条          |
| 7  | 運行記録計による記録義務違反           | 第9条          |
| 8  | 運転者等台帳の作成義務違反             | 第9条の5第1項  |
| 9  | 運転者等台帳の記載事項等不備           | 第9条の5第1項  |
| 10 | 運転者に対する指導監督義務違反         | 第10条第1項    |
| 11 | 特定の運転者に対する指導義務違反       | 第10条第2項    |
| 12 | 特定の運転者に対する運転適性診断未受診 | 第10条第2項    |

## 地元消防の119番対応
中型トラックの運転手から119番通報を受信した亀山市消防本部の通信指令員は8分間の通話中、高速道路上にいる運転手に負傷者の応急手当てなどを立て続けに要請する一方で、路肩など安全な場所への退避は促していなかった。専門家は「事故を起こした以上、救護義務を果たす必要があるが、今回は通報者は119番した時点で最低限の義務は果たしている」と指摘し、消防が避難を優先させるべきだったと指摘している。

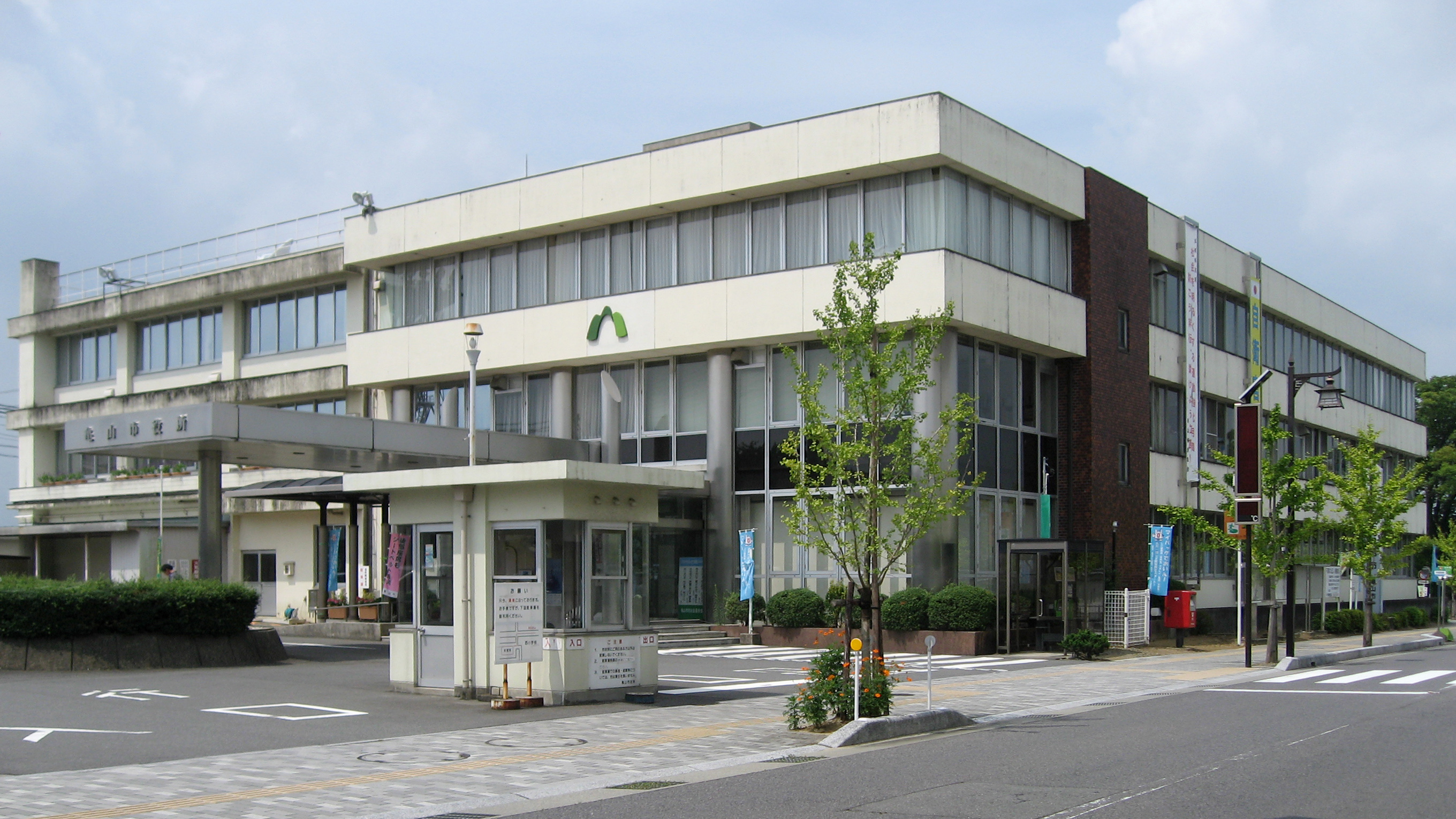
亀山市役所

### 通報者の安全確保せず
亀山市消防本部が報道機関に開示した通信記録によると、消防の通信指令員は通報した男性に避難や安全確保を促すことはなかった。消防本部は「背後で大きな音がするなどの異常を察知しなかったため」と理由を説明している。当時、亀山市消防本部の平松敏幸消防長は「本来危ないところから電話はしていないだろう。こちらから注意させていただくことはない」と説明していた。

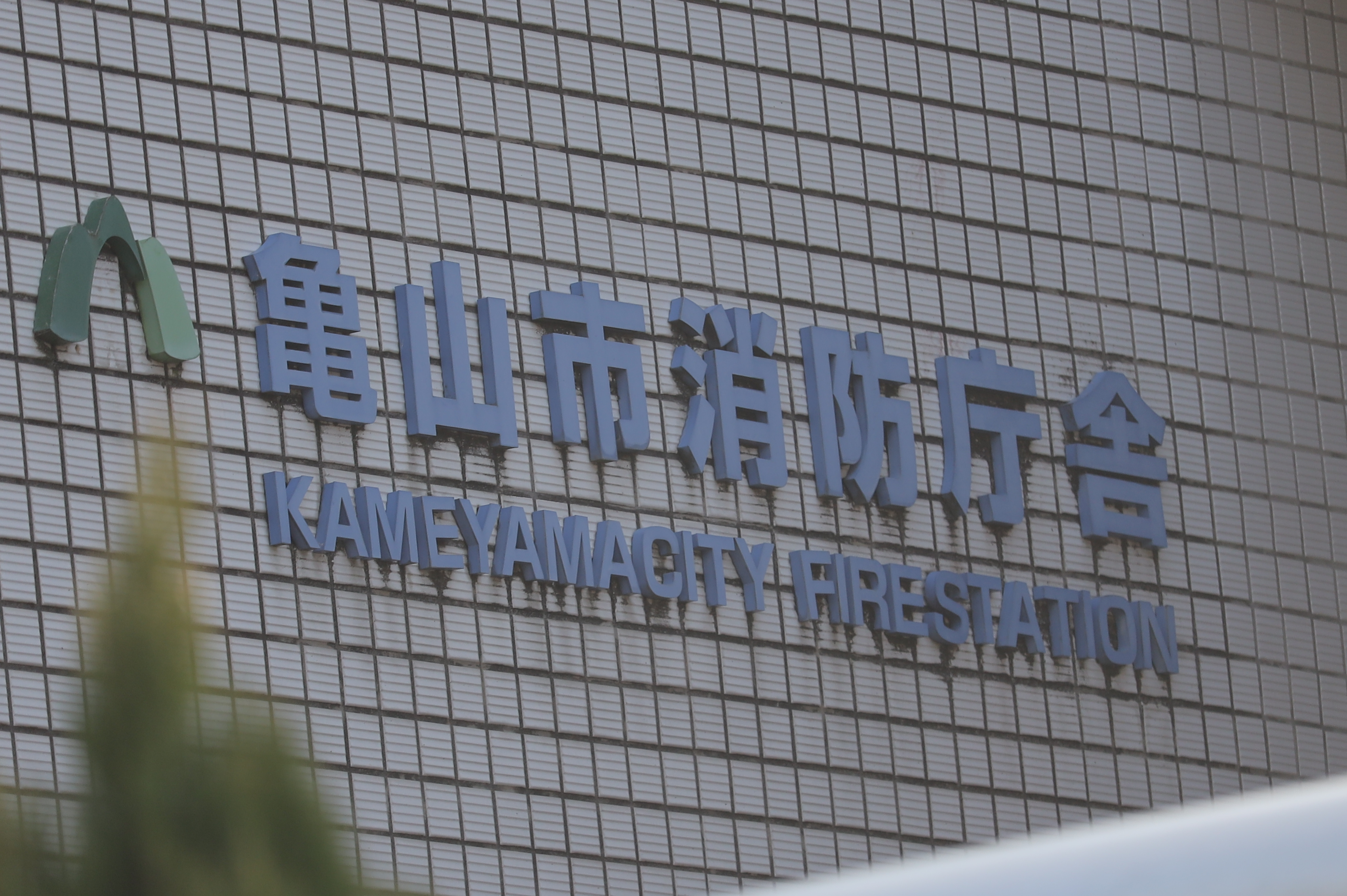
亀山市消防本部が入る亀山市消防庁舎

### 高速道路上での応急手当て・確認を次々要請
亀山市消防本部の通信指令員は通報者に対し、安全確保をしなかった一方で、道路上での確認作業や救護を要請していた。
軽ワンボックス車に乗っていた2人の様子を見るよう求め、2人が頭から出血していると聞くと、「止血してほしいんですけど」と要請。2人の氏名の聞き取りやガソリン漏れのチェック、車種や色の確認など、次々と指示や質問をしていた。通話の終盤では、通報者が負傷者2人に「危ないです」と注意する場面でも、指令員は車のナンバーを質問していた。通話は「もしもし。もしもし」という指令員の呼びかけで途切れそのタイミングで後続の大型トラックに運転手がはねられた。
亀山市の桜井義之市長は9月の記者会見で、「対応に問題はなかった」との見解を示した。

### 多くの機関では安全確保を呼びかけ
当時、三重県内でNEXCO中日本の高速道路を管轄する10の消防本部のうち、亀山市消防本部を除く9消防本部で、高速道路上から119番があった時には必ず安全確保を通報者に促していた。
三重県警通信指令課は、高速道路などから110番が入った場合、二次被害防止のため、必ず安全な場所からの通話をするように指示する、とマニュアルに明記。具体的には車は路側帯に止め、運転者らは道路外に退避するように指示している。

## 事故後の行政の動き

### 三重県が県内の消防本部に「安全確保」の明文規定化を指示
三重県の一見勝之知事は2023年9月、定例記者会見で「こうした事故が起こらないようにすることが行政の基本」と対応を非難し、三重県内の消防本部に対し、通報を受けた際、通信指令員が通報者に、安全を確保するよう促すことを、明文規定するよう指示。県消防学校のカリキュラムも改定した。
三重県内の15消防本部のうち、9月時点で、通報者の安全確保を促すことを明文規定していない消防本部が6つあったが、2023年12月の三重県知事定例記者会見で、全ての消防本部がマニュアルに安全確保の規定を記載をしたことを確認したと説明した。一見知事は、どのように明文化しているかを把握していないことを明らかにし、「各消防本部の記載ぶりについて確認をし、指導アドバイスはできる立場にありますので、場合によっては我々からもアドバイスすることはできるかなと思っております」と発言した。

### 総務省消防庁が同種事例を調査
総務省消防庁は同年8月、通報者の安全確保に関する全国調査を日本国内すべての消防本部に実施している。亀山市消防本部は2023年11月下旬、東名阪多重事故を正式に報告した。

### 亀山市が運用変更
亀山市消防本部は事故後、通報者に「現場は安全ですか」と確認するように運用を変更した。ただ、「対応手順をマニュアル化すると、指令員が想定外の事態に対応できないおそれがある」として、確認を義務付けないとしている。